# Chimney Rock (Idaho)
Pour les articles homonymes, voir Chimney Rock et Rock.
Chimney Rock est un pic de 2 171 mètres d'altitude situé dans le comté de Boundary dans l'Idaho aux États-Unis.

## Toponymie
Le toponyme descriptif de cette montagne a été officiellement adopté par le Conseil des noms géographiques des États-Unis. La tour granitique a gagné le surnom de « paratonnerre du Nord de l'Idaho ».

## Géographie

### Topographie
Chimney Rock est un point de repère distinctif dans le sud de la chaîne Selkirk. La montagne est située à environ 10 km à l'est du lac des Prêtres. Le relief est important puisque le sommet s'élève à environ 1 100 mètres au-dessus de la rivière Pack en 5 km.

### Climat
Selon la classification climatique de Köppen, Chimney Rock est située dans une zone climatique subarctique alpine avec des hivers longs, froids et neigeux et des étés frais à chauds.

## Histoire
La première ascension du sommet a été réalisée le 8 septembre 1934 par John Carey, Mart Chamberlain, Fred Thieme et Byron Ward par la face ouest.

## Activités
Chimney Rock est une destination d'escalade populaire, sur des terres gérées par les forêts nationales de la Panhandle de l'Idaho.

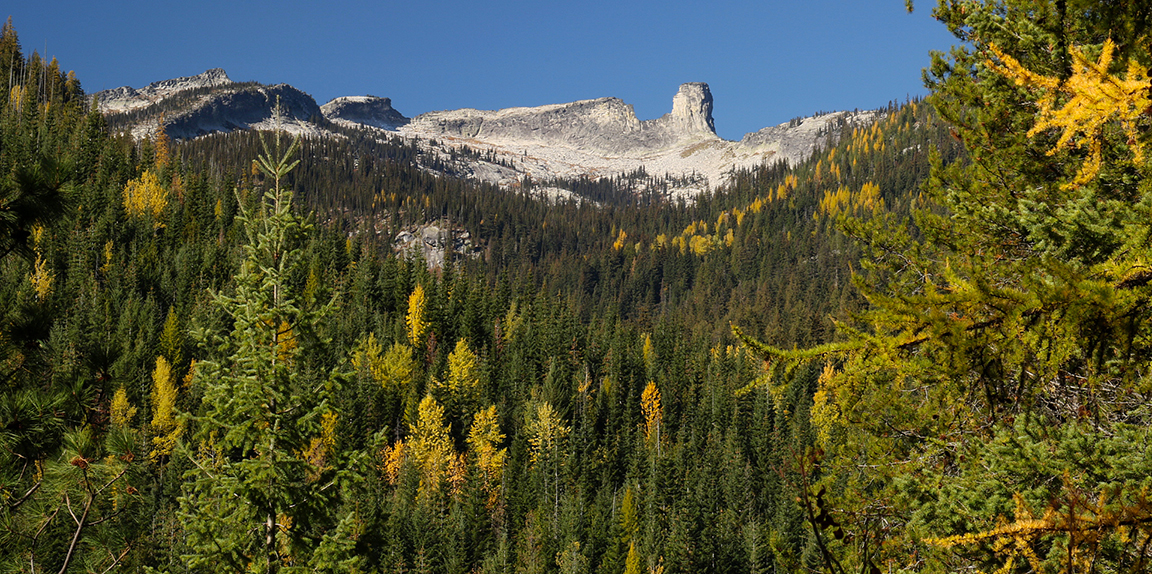
Chimney Rock.